# マルティン・リッヒ
マルティン・リッヒ（Martin Rich, 1905年10月8日 - 2000年10月23日）は、ドイツ出身の指揮者。

## 経歴
ドイツ帝国（プロイセン王国）領ブレスラウ（現ポーランド領ヴロツワフ）の生まれ。ベルリン高等音楽院でフランツ・シュレーカーに師事し、ドルトムントの歌劇場やコンサートで指揮者として活動する。1933年にドイツからイタリアに移住して、ボローニャ歌劇場などで活躍した。1937年にアメリカへ亡命し、シカゴのグラント・パークやメトロポリタン歌劇場などで指揮を執った。1970年から1986年まで、ウェストチェスター・フィルハーモニック交響楽団の芸術監督を務めている。
第二次世界大戦後もたびたびヨーロッパに行っており、1956年には西ベルリンで、ジークフリート・ラップのピアノによるセルゲイ・プロコフィエフのピアノ協奏曲第4番の初演を指揮している。
マンハッタンにて没。